# کارن استراکر
کارن استراکر (انگلیسی: Karen Straker؛ زادهٔ ۱۷ سپتامبر ۱۹۶۴) ورزشکار اهل بریتانیا است.
وی در مسابقات کشوری و بین‌المللی در مجموع برندهٔ ۲ مدال طلا، ۲ مدال نقره، ۳ مدال برنز شده‌است.